# 男子拳击
《男子拳击》（英語：Men Boxing）是一部1891年美国无声短片，由威廉·肯尼迪·迪克森和威廉·海斯为爱迪生制造公司制片和导演，片中展示了两名戴拳击手套的爱迪生公司员工假装在拳击场上练习轻拳出击。该12英尺的胶卷是1891年5月至6月间在新泽西州西奥兰治的爱迪生实验室摄影大楼，用爱迪生-迪克森-海斯实验性水平馈电式活动电影摄影机和观察器，通过¾英寸（19毫米）的带有单排链轮穿孔的圆形光圈拍摄的，仅作为实验演示而从未公开过。美国国会图书馆电影档案将其作为戈登·亨德里克斯藏品的一部分予以保存。